# Den Gamle av dagar

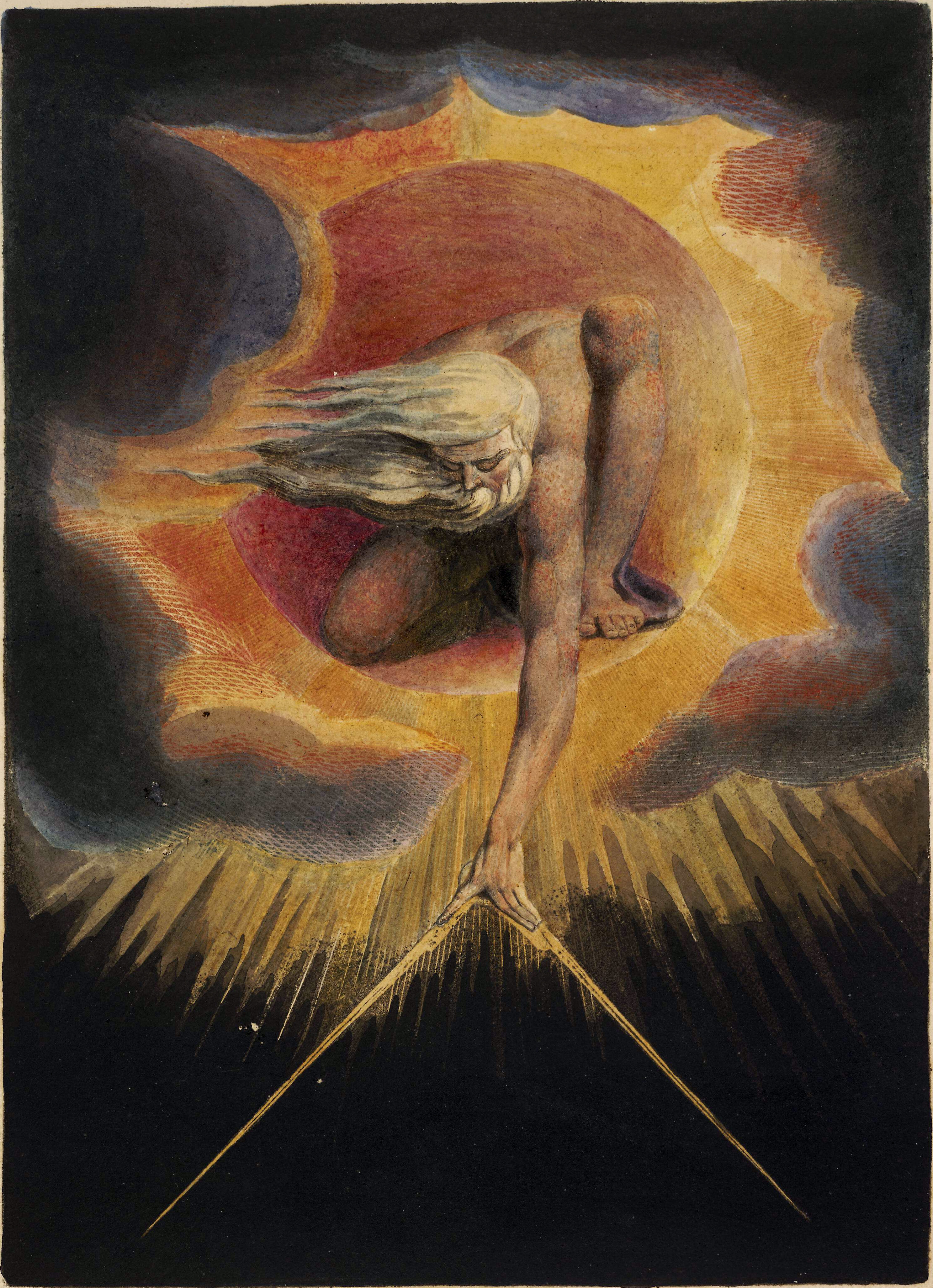
Den Gamle av dagar (1794, akvarell- och reliefetsning av William Blake.

Den Gamle av dagar (eller bara den Gamle) är ett arameiskt namn för Gud: Atik Yomin; i Septuaginta: Palaios Hemeron; och i Vulgata: Antiquus Dierum. Titeln "den Gamle av dagar" har använts som en källa till inspiration inom konst och musik och betecknar skaparens aspekter av evighet tillsammans med perfektion. William Blakes akvarell- och reliefetsning med titeln "Den Gamle av dagar" är ett sådant exempel.
Termen "den Gamle av dagar" (Folkbibeln) förekommer tre gånger i Daniels bok i Bibeln (kapitel 7, verser 9, 13 och 22) och används i bemärkelsen att Gud är evig. I östortodoxa kristna hymner och ikoner identifieras den Gamle av dagar ofta med Gud Fadern, och ibland med Gud Sonen, eller Jesus Kristus. Som sådan porträtteras Jesus ibland som en äldre man, den Gamle av dagar, för att på ett symboliskt sätt visa att han existerade redan från evighetens början; och ibland som en ung man för att porträttera honom så som han var inkarnerad. Denna ikonografi uppkom på 500-talet. Vid den stora synoden i Moskva 1667 fastslog den Rysk-ortodoxa kyrkan att den Gamle av dagar alltid var Sonen och inte Fadern. I den västliga kyrkan representerar liknande gestalter alltid Gud Fadern, och inte Sonen.
Daniel 7:13-14 säger: "I min syn om natten såg jag, och se, en som liknade en människoson kom med himlens skyar, och han närmade sig den Gamle och fördes fram inför honom. Åt honom gavs makt och ära och rike, och alla folk och stammar och språk måste tjäna honom. Hans välde är ett evigt välde som inte skall ta slut, och hans rike skall inte förstöras." Här är det klart och tydligt att "den Gamle" syftar på Gud, Fadern, och inte på Jesus Kristus, vilken istället benämns "människoson". I Jesu Kristi Kyrka av Sista Dagars Heliga tror man att titeln den Gamle av dagar tillhör Adam, den första och äldsta människan, vilken man också identifierar med ärkeängeln Mikael.
Namnet Karttikeya eller Skanda (sanskrit), med betydelsen "alltid en ungdom", är inom hinduismen namnet på en av Brahmas fyra (eller sju) söner.
'Den Gamle av dagar' är även en av de titlar som Bahá'u'lláh gav sig själv.